# Alpen Cup kobiet w kombinacji norweskiej 2020/2021
Alpen Cup kobiet w kombinacji norweskiej 2020/2021 to kolejna edycja tego cyklu zawodów. Rywalizacja rozpoczęła się 17 października 2020 r. w niemieckim Klingenthal, a zakończyła się 14 marca 2021 r. we francuskim Prémanon.
Tytułu z poprzedniej edycji broniła Austriaczka Lisa Hirner. W tym sezonie natomiast najlepsza okazała się również Austriaczka, tym razem była to Sigrun Kleinrath.

## Kalendarz i wyniki
| Lp. | Data                 | Miejscowość            | Dystans                | 1. miejsce       | 2. miejsce       | 3. miejsce       |
| --- | -------------------- | ---------------------- | ---------------------- | ---------------- | ---------------- | ---------------- |
| 1.  | 10 sierpnia 2020     | Klingenthal            | Gundersen HS80/3 km    | Odwołano         | Odwołano         | Odwołano         |
| 2.  | 14 sierpnia 2020     | Bischofsgrün           | Gundersen HS71/3 km    | Odwołano         | Odwołano         | Odwołano         |
| 3.  | 26 września 2020     | Kandersteg             | Gundersen HS74/5 km    | Odwołano         | Odwołano         | Odwołano         |
| 4.  | 27 września 2020     | Kandersteg             | Gundersen HS74/2,5 km  | Odwołano         | Odwołano         | Odwołano         |
| 5.  | 17 października 2020 | Klingenthal            | Gundersen HS85/5 km    | Jenny Nowak      | Lisa Hirner      | Sigrun Kleinrath |
| 6.  | 18 października 2020 | Klingenthal            | Gundersen HS85/2,5 km  | Sigrun Kleinrath | Jenny Nowak      | Lisa Hirner      |
| 7.  | 19 grudnia 2020      | Seefeld                | Gundersen HS109/5 km   | Sigrun Kleinrath | Ema Volavšek     | Jenny Nowak      |
| 8.  | 20 grudnia 2020      | Seefeld                | Gundersen HS109/2,5 km | Sigrun Kleinrath | Ema Volavšek     | Jenny Nowak      |
| 9.  | 23 stycznia 2021     | Garmisch-Partenkirchen | Gundersen HS100/5 km   | Odwołano         | Odwołano         | Odwołano         |
| 10. | 24 stycznia 2021     | Garmisch-Partenkirchen | Gundersen HS100/2,5 km | Odwołano         | Odwołano         | Odwołano         |
| 11. | 13 marca 2021        | Prémanon               | Gundersen HS90/2,5 km  | Annika Sieff     | Magdalena Burger | Laura Pletz      |
| 12. | 14 marca 2021        | Prémanon               | Gundersen HS90/5 km    | Annika Sieff     | Ema Volavšek     | Laura Pletz      |

## Klasyfikacja generalna
| M.  | Zawodnik         | Punkty |
| --- | ---------------- | ------ |
| 1.  | Sigrun Kleinrath | 360    |
| 2.  | Jenny Nowak      | 300    |
| 3.  | Ema Volavšek     | 290    |
| 4.  | Annika Sieff     | 266    |
| 5.  | Magdalena Burger | 214    |
| 6.  | Laura Pletz      | 194    |
| 7.  | Annalena Slamik  | 176    |
| 8.  | Cindy Haasch     | 151    |
| 9.  | Lisa Hirner      | 140    |
| 10. | Emilia Görlich   | 137    |

| Lp. | Drużyna         | Punkty |
| --- | --------------- | ------ |
| 1.  | Niemcy          | 1211   |
| 2.  | Austria         | 1056   |
| 3.  | Włochy          | 652    |
| 4.  | Słowenia        | 390    |
| 5.  | Francja         | 175    |
| 6.  | Wielka Brytania | 114    |
| 7.  | Czechy          | 63     |